# Road Redemption

## Road Redemption: A Reencarnação Brutal das Corridas de Moto
Road Redemption emerge como uma potente e visceral ode ao gênero de corridas de combate veicular, concebido pelos talentosos estúdios Pixel Dash Studios e EQ Games. Mais do que um mero tributo, este título se estabeleceu como o sucessor espiritual da icônica franquia Road Rash, resgatando sua essência anárquica e a propelindo para a modernidade.
Lançado para Linux, Microsoft Windows e OS X em 4 de outubro de 2017, e posteriormente para consoles em 6 de novembro de 2018 (abrangendo PlayStation 4, Xbox One e, mais tarde, Nintendo Switch), Road Redemption transcende a simples corrida. Ele mergulha os jogadores em um universo implacável de motociclistas fora da lei, onde a vitória não se mede apenas pela velocidade, mas pela destreza em combates brutais com armas variadas, desde correntes a explosivos, em cenários dinâmicos e desafiadores.

## Jogabilidade
Road Redemption é amplamente reconhecido como um sucessor espiritual da clássica franquia Road Rash, trazendo de volta a adrenalina das corridas com combate veicular em alta velocidade. Seu principal objetivo é reviver a essência arcade dos jogos dos anos 90, com controles acessíveis e ação intensa, enquanto incorpora recursos modernos como gráficos atualizados, física mais realista e variedade de modos de jogo.
Durante as corridas, os jogadores podem usar tanto armas corpo a corpo — como bastões, canos de ferro, espadas e até facões — quanto armamento de fogo, incluindo pistolas, escopetas e fuzis. O combate é dinâmico e exige reflexos rápidos, permitindo atacar rivais em movimento, desviar de ataques, realizar manobras radicais e até nocautear inimigos em alta velocidade.
Além do combate, o jogo traz elementos de progressão e estratégia: o jogador pode coletar dinheiro ao vencer corridas e eliminar oponentes, usando esses recursos para melhorar suas habilidades, equipamentos e atributos da moto, como velocidade, manobrabilidade e resistência.
O sistema de física do jogo também se destaca, com colisões brutais e quedas cinematográficas que contribuem para a imersão e o desafio. Outro diferencial é o sistema de risco-recompensa: o jogador precisa decidir constantemente entre correr para vencer ou arriscar tudo em combates agressivos contra rivais.
O modo campanha oferece um formato de progressão estilo roguelike, no qual cada partida é diferente da anterior, com rotas, inimigos e recompensas gerados proceduralmente. Isso estimula a rejogabilidade e exige adaptação constante do jogador.
No aspecto multiplayer, Road Redemption permite partidas em tela dividida (split-screen) para até quatro jogadores no mesmo dispositivo — um recurso raro nos jogos modernos, especialmente no PC. Já na versão planejada para o Wii U, uma inovação interessante seria a possibilidade de multiplayer local assimétrico: enquanto um jogador acompanha a corrida na TV, o outro joga exclusivamente pela tela do Wii U GamePad, proporcionando uma experiência diferenciada e interativa.

## Desenvolvimento
Em 2009, Ian Fisch, um fã da série Road Rash há muito tempo escreveu um blog sobre o porquê o jogo precisa de um renascimento. Ele pretendia que a postagem do blog fosse uma chamada para desenvolvedores Electronic Arts revisem a série, mas seguindo o fracasso de comerciais de corrida/combate híbrido tais como Split Second e Blur, ele acreditava que não haveria nenhum apetite para tal jogo de uma editora estabelecida, então começou a trabalhar em sua própria opinião sobre o jogo.
O jogo foi primeiramente anunciado em abril de 2013, ao lado de uma campanha do financiamento colaborativo de Kickstarter. A campanha arrecadou  cerca de 173 mil dólares, sucessivamente excedendo a meta de 160 mil dólares. Enquanto o jogo era fundado para desenvolvimento, perdeu o objetivo de estiramento de 198.000 por uma versão de óculos de realidade virtual. Paul Fisch, um desenvolvedor do jogo elaborou em razões que sua campanha Kickstarter não decolou em uma peça para The Penny Arcade Report. Nele, ele culpou o momento do lançamento da campanha e a fadiga de financiamento colaborativo geral.
O jogo era inicialmente pra ser lançado em agosto 2014, que foi adiado para novembro de 2014 do lançamento da versão alfa em abril de 2014. Enquanto uma versão beta foi lançado na Steam em setembro de 2014, o jogo perdeu a data de lançamento de 2014, e a falta de novas atualizações em 2015 leva a receios de que o jogo foi cancelado. Uma atualização em abril de 2016 clarificou que o desenvolvimento estava ainda em andamento, com a data de lançamento no trimestre de 2016 para versões de PlayStation 4, Linux, Microsoft Windows, Xbox One e Wii U estão planejadas por algum tempo depois. Inicialmente a atualização de 2016 não menciona o Wii U como plataforma, novamente causando especulação do cancelamento do jogo da versão particular mas a DarkSeas Games clarificou que a versão do Wii U estava ainda planejada, mas foi relegado para uma janela de lançamento após as versões PS4 e Xbox One, citando trabalho extra que teria que ser feito para que o jogo funcionasse no menos poderoso Wii U. Em maio de 2018, DarkSeas Game anunciou que foi cancelado a versão para o Wii U e foi mudado o desenvolvimento para o Nintendo Switch.

## Recepção
Pré-lançamento
Durante seu período de acesso antecipado na plataforma Steam, Road Redemption atraiu atenção mista, porém esperançosa, por parte da crítica especializada. Em uma análise publicada pelo Eurogamer, o jornalista Dan Whitehead avaliou o jogo com uma perspectiva otimista, mesmo apontando diversas falhas e limitações em seu estado inicial de desenvolvimento.
Whitehead destacou que o título apresentava “muitos problemas” técnicos e conceituais, exigindo um trabalho considerável de refinamento, balanceamento e polimento por parte da equipe de desenvolvimento. Segundo ele, havia um caminho significativo a ser trilhado para que o jogo pudesse realmente se consolidar como um sucessor digno da icônica franquia Road Rash.
No entanto, apesar das imperfeições, o crítico ressaltou que Road Redemption já entregava uma experiência notavelmente divertida nos aspectos que mais importam: a sensação de velocidade, o caos das batalhas em duas rodas e o espírito arcade autêntico. Ele reconheceu que, mesmo com mecânicas inacabadas e ideias ainda em fase de amadurecimento, o jogo funcionava de forma surpreendentemente envolvente, oferecendo momentos de adrenalina pura e combate empolgante que remetem diretamente às raízes da série que o inspirou.
A crítica refletiu um sentimento comum entre os jogadores que testaram o jogo antecipadamente: apesar de suas arestas, Road Redemption tinha uma base sólida e potencial real para se tornar algo especial, desde que recebesse a devida atenção e cuidado em sua fase final de desenvolvimento.

### Critica
Road Redemption recebeu notas mistas, ficando com uma média de 78/100 para Nintendo Switch, de 70/100 para PC e 59/100 para PlayStation 4 no site de pontuações agregadas Metacritic.